# Park Kolonnaden

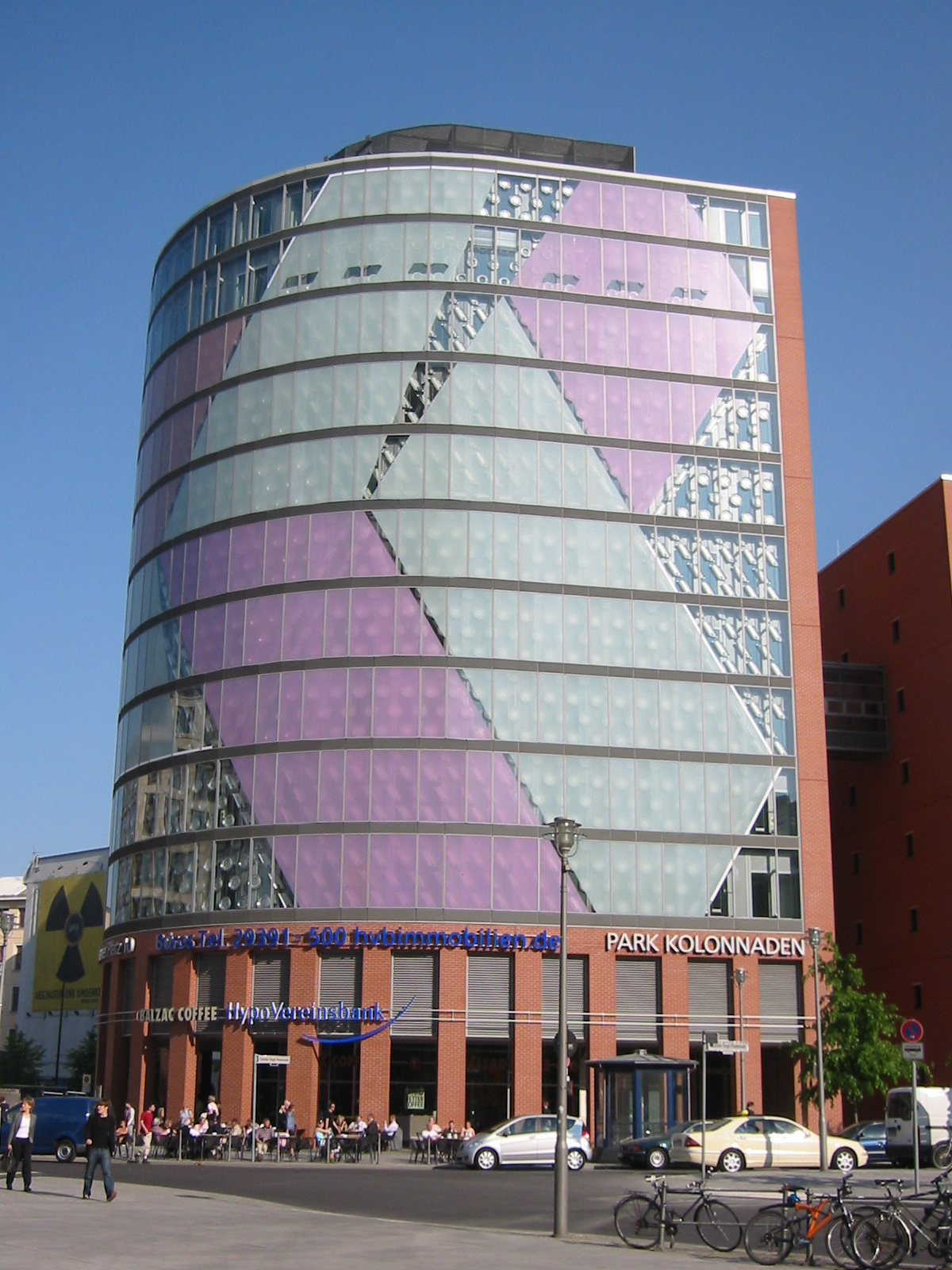
Haus am Potsdamer Platz mit Fassadeninstallation
SPOTS von realities:united

Die zwischen 2000 und 2002 fertiggestellten Park Kolonnaden am Potsdamer Platz und der Köthener Straße im Berliner Ortsteil Kreuzberg sind ein Bauensemble aus fünf Gebäuden, die gemäß der sogenannten „Berliner Mischung“ Büros, Läden und Wohnungen miteinander verbinden. Das Ensemble wurde vom Mailänder Architekten Giorgio Grassi entworfen, die einzelnen Gebäude teilweise von anderen Architekten gestaltet: Der Kopfbau am Potsdamer Platz ist ein Entwurf von Peter Schweger, die daran anschließenden Bauten von Jürgen Sawade sowie ein weiteres Haus, entworfen von Diener & Diener Architekten.
Das direkt am Potsdamer Platz gelegene Haus mit der runden Glas-Fassade entstand ungefähr an der Stelle, an der bis 1976 das – in der ersten Hälfte des 20. Jahrhunderts bekannte – Haus Vaterland stand. Von 2001 bis 2004 war dieses Gebäude der Sitz der Dienstleistungsgewerkschaft ver.di.

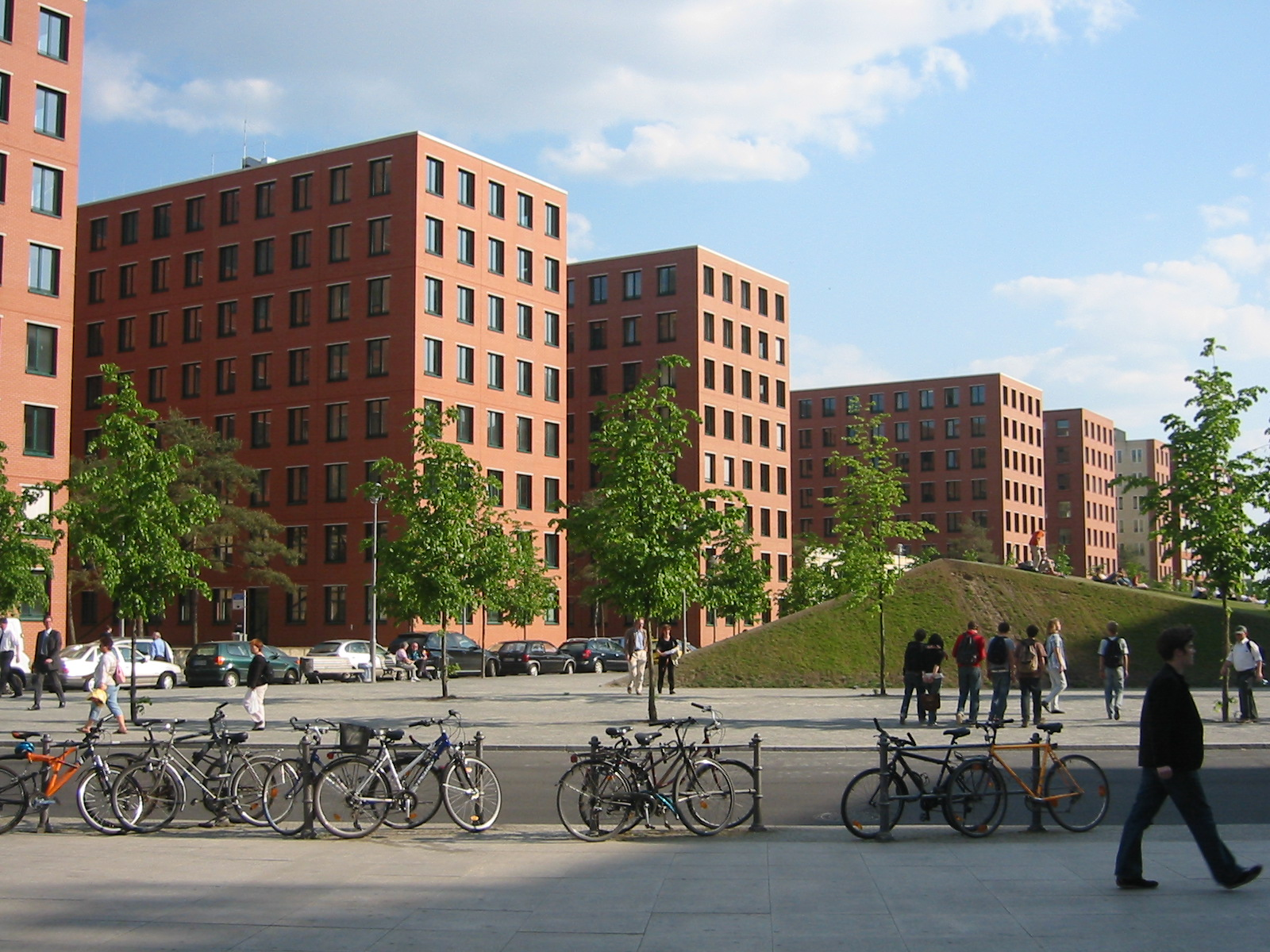
Die Gebäude der Park Kolonnaden

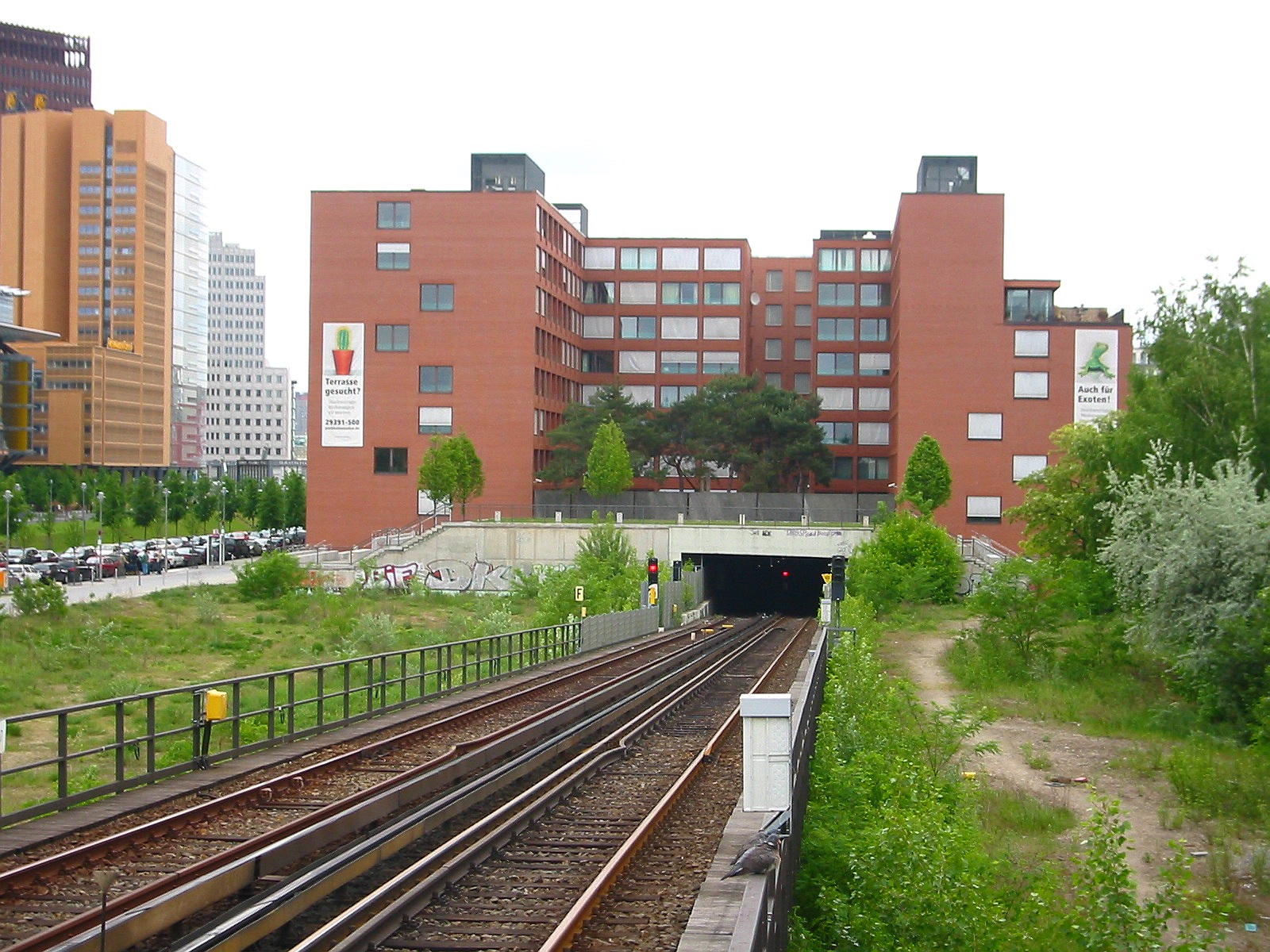
Haus am südlichen Ende Richtung Landwehrkanal mit den darunter verlaufenden U-Bahn-Gleisen, 2006

Der Gebäudekomplex liegt auf dem östlichen Teil des früheren Potsdamer Personenbahnhofs. Westlich angrenzend entstand im Jahr 2003 der Tilla-Durieux-Park, eine Rasenskulptur mit einer Länge von 450 Metern, einer Höhe von bis zu vier Metern und Böschungen, die bis 35 Grad abfallen.
Von November 2005 bis März 2007 wurde die Fassade des vordersten Hauses als überdimensionale, sehr grob-pixelige Lichtkunst-Fassade genutzt. Die Licht- und Medieninstallation und das gleichnamige Bespielungsprogramm mit dem Titel SPOTS wurde von den Berliner Künstlern/Architekten realities:united (vgl.: Kunsthaus Graz) entwickelt. Die Installation wurde von Künstlern wie John deKron und realities:united, Rafael Lozano-Hemmer, Jim Campbell, Carsten Nicolai, fettFilm, Jonathan Monk und Terry Gilliam mit teilweise interaktiver Videokunst bespielt. Ein Beispiel für Kunst im öffentlichen Raum.
Im Jahr 2008 fand in den Park Kolonnaden erstmals die Expressionale mit großen Werken des Expressionismus und der Neuen Sachlichkeit statt.
Eine Besonderheit an dem Gebäudeensemble ist, dass direkt an seinem südlichen Ende die Linie U2 der Berliner U-Bahn – vom Bahnhof Mendelssohn-Bartholdy-Park kommend – in den Untergrund einfährt. Mit dem Gebäude wurde der bereits vorhandene U-Bahn-Tunnel überbaut. Weiterhin ist innerhalb des Gebäudekomplexes eine Trasse für die geplante Linie S21 der Berliner S-Bahn parallel zum U-Bahn-Tunnel freigehalten, zwei Tunnelstutzen wurden bereits beim Bau des nördlichsten Hauses in dessen Keller als Vorleistung realisiert.